# Día de los Niños en la India
El Día de los niños se conmemora en toda la India para aumentar la conciencia sobre los derechos, la educación y el bienestar de los niños. Se celebra el 14 de noviembre de cada año en el cumpleaños del primer primer ministro de la India, Pandit Jawaharlal Nehru. Conocido como 'Chacha Nehru' entre los niños, Nehru abogó por que los niños tuvieran una educación integral que construyese los cimientos para una sociedad mejor en el futuro. Nehru consideraba que los niños son la verdadera fuerza de una nación y la base de la sociedad. En este día, se llevan a cabo muchos programas educativos y de motivación para niños en toda la India.

## Historia
El 5 de noviembre de 1948, el antecesor del Consejo Indio de Bienestar Infantil (ICCW) celebró el primer Día de los Niños como "Día de las Flores" para recaudar fondos para el Llamamiento de las Naciones Unidas en favor de la Infancia (UNAC) mediante la venta de "fichas de flores". El 30 de julio de 1949, el "Día de los Niños" fue ampliamente celebrado y publicitado a través de la radio, artículos, cine, etc.

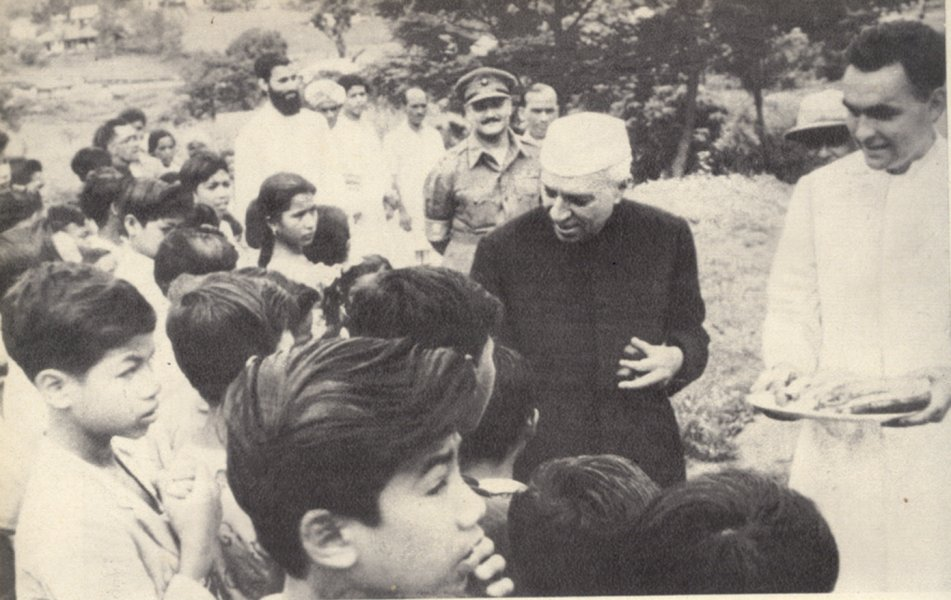
Jawaharlal Nehru reparte dulces a los estudiantes el la localidad de Nongpoh en el estado de Meghalaya

En 1951, V.M.Kulkarni, un becario de bienestar social de las Naciones Unidas, mientras realizaba un estudio sobre la rehabilitación de delincuentes juveniles en el Reino Unido, se dio cuenta de que no existía un sistema para cuidar de los niños desfavorecidos en la India. Inspirado por el Día de la Bandera que se celebra en Inglaterra en el día de cumpleaños de la reina Isabel II para recaudar dinero para la "Fondo Salven a los Niños", Kulkarni presentó un informe en el que recomendaba que el cumpleaños de Pandit Nehru fuese elegido como el Día de la Bandera para recaudar fondos para las ONG que trabajan por el bienestar infantil en India. Cuando se buscó el consentimiento de Nehru, al principio se sintió avergonzado, pero luego cedió a regañadientes.
En 1957, el 14 de noviembre (cumpleaños de Nehru) fue declarado oficialmente el Día de los Niños en la India por un decreto especial del gobierno. En Nueva Delhi, miles de niños se reunieron en la residencia del primer ministro Nehru para felicitarlo por su 68 cumpleaños. Se llevaron a cabo varias funciones en la capital para celebrar el Día de los Niños, incluida la del Estadio Nacional a la cual asistió el primer ministro. El Departamento de Correos y Telégrafos del Gobierno de la India emitió sellos del primer día y tres estampillas conmemorativas con motivo del Bal Din ("Día de los Niños").

## Nehru y los niños

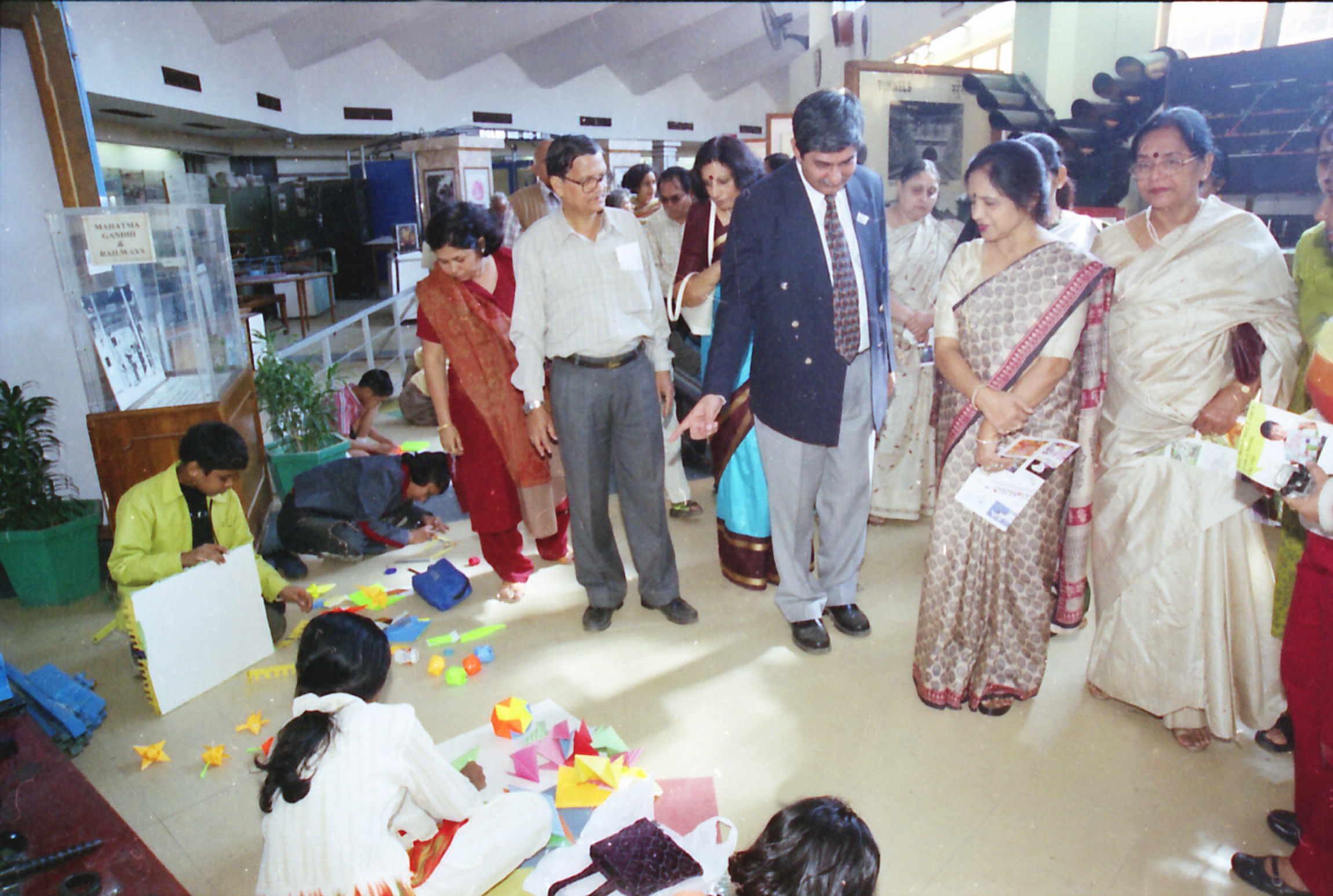
Concurso de Origami para estudiantes escolares organizado para conmemorar el Día de los Niños (Bal Diwas), Delhi, 14 de noviembre de 2004

Jawaharlal Nehru tenía una inmensa esperanza y confianza en los niños de la India porque ellos "pueden jugar juntos sin pensar en las diferencias". Estableció la Children's Film Society India en 1955 para que los niños indios pudieran verse representados. El hizo posible el establecimiento de algunas instituciones educativas muy prominentes en la India. Fue su visión la que condujo al establecimiento de AIIMS para medicina, IIT para ingeniería y IIM para estudios de gestión. El legado de Nehru continúa educando a los niños de la India.
El es conocido por haber dicho: "Los niños de hoy harán la India del mañana. La forma en que los criemos determinará el futuro del país". Esta filosofía se expresa en las cartas escritas por él a Indira Gandhi, su hija, cuando era una niña. Las cartas también fueron publicadas como libros. Cartas de un padre a su hija (1929) y Destellos de Historia Mundial (1934) han ganado fama como textos no literarios infantiles porque, como Deepa Agarwal escribe, "cualquier niño puede responder a su tono cálido y afectuoso, y a su estilo lúcido y espontáneo. La riqueza de información entretejida en ellos y su acercamiento único a los hechos históricos es una ventaja adicional ... comunicando valores humanistas".

## Doodle de Google
En noviembre de 2018, el doodle de Google sobre el Día de los Niños se diseñó para representar a un niño mirando un cielo salpicado de estrellas con un telescopio. Elaborado por una estudiante de Bombay, el diseño ganó el concurso 'Doodle 4 Google' de 2018 en India por su fascinación por la exploración espacial.